# Nikolai Cebotariov

Nikolai Cebotarev

Nikolai Grigorievici Cebotariov (în rusă Никола́й Григо́рьевич Чеботарёв, în ucraineană Микола Григорович Чоботарьов, n. 15 iunie [S.V. 3 iunie] 1894 - d. 2 iulie 1947) a fost un matematician rus sovietic.
A adus contribuții în special în domeniul algebrei formulând teorema de densitate care-i poartă numele.
A dezvoltat tradițiile școlii de algebră a lui Dmitri Grave în URSS.

## Biografie
Și-a manifestat talentul pentru matematică încă din școala primară.
În 1911, la 17 ani a scris prima sa lucrare științifică, care a atras atenția profesorilor săi.
În perioada 1912 - 1916 a audiat cursurile Universității din Kiev.
Între 1916 și 1927 a funcționat ca profesor la Catedra de Matematici Superioare la școlile din Kiev, Saratov, Odessa, apoi la Universitatea din Kazan (din 1928).
În 1923 intră ca profesor la Școala Sovietică de Partid.
După o călătorie la Moscova și Leningrad, a fost invitat la Catedra de Matematică a Institutului de Ingineri Civili, unde s-a împrietenit cu profesorul V. V. Stepanov.
În 1925 a participat la Congresul Matematicienilor de la Danzig, apoi la Göttingen, cu care ocazie a cunoscut mai mulți oameni de știință străini, cu care ulterior a purtat corespondență.
În 1927 Cebotarev a devenit membru al Academiei Ruse de Științe.
În 1943 a primit titlul de Om de știință emerit din RSFSR, iar în 1948 a primit Premiul Stalin.

## Activitate științifică
A întreprins cercetări asupra realității rădăcinilor funcțiilor întregi transcendente, a rezolvat parțial problema lui Frobenius, a rezolvat problema existenței numerelor prime aparținând diferitelor clase de substituții.
În 1924 a dat o demonstrație teoremei Kronecker-Weber (toate corpurile cu grup Galois abelian sunt corpuri de diviziune circulară).
A dezvoltat criteriul lui Cramer privind criteriile de realitate a rădăcinilor ecuațiilor transcendente.
A dat o demonstrație generală teoremei lui Hadamard pentru funcțiile uniforme, pe care a completat-o M. G. Krein.
De asemenea, a demonstrat că cele cinci lunule reprezinta unicele lunule în care pătratele razelor arcului interior și exterior sunt într-un raport rațional.
A aplicat funcțiile întregi de variabilă complexă în probleme de mecanică teoretică.

## Scrieri
Cebotariov a scris o serie de lucrări în diferite domenii matematice.
Printre cele mai valoroase sunt: Teoria algebraiceskih funcții (1948) și Autobiografia matematika, în care a expus cercetările sale.